# Giovanni Giovenale Ancina
Giovanni Giovenale Ancina (Fossano, 19 ottobre 1545 – Saluzzo, 30 agosto 1604) è stato un vescovo cattolico e compositore italiano, beatificato il 9 febbraio 1889. A lui è intitolato il liceo di Fossano, nonché una via nel quartiere Regio Parco a Torino.

## Biografia
Ancina nacque in una nobile famiglia di Fossano; studiò medicina, filosofia e retorica presso l'Università di Mondovì e di Torino, dove fu anche docente per un breve periodo. Fu un religioso, letterato ed ebbe sicuramente una formazione musicale.
Nel 1574 si trasferì a Roma e collaborò con San Filippo Neri alla Congregazione dell'Oratorio, proseguendo successivamente a Napoli, dove contribuì alla fondazione della nuova filiale filippina. Collaborò con Cesare Baronio alla stesura degli Annali . Il 26 agosto 1602 fu nominato vescovo di Saluzzo. Morì nel 1604 per sospetto avvelenamento.

## Opere
In campo musicale, Ancina si dedicò principalmente alla raccolta di composizioni di altri musicisti. Il Tempio Armonico della Beatissima Vergine (Roma, Niccolò Mutii 1599), è ad esempio una raccolta di testi mariani musicati dagli autori più popolari del tempo, da Orlando di Lasso a Giovanni Francesco Anerio; in esso sono presenti anche cinque composizioni dello stesso Ancina.
Una sua attività caratteristica in ambito poetico fu il 'travestimento' edificante dei testi «delle maledette canzoni profane, oscene, lascive et sporche per cui si conducon le centinaia e migliaia di anime peccatrici al profondo baratro infernale». Il tono di questa affermazione offre un'idea del carattere, tutt'altro che mite, dell'Ancina.

## Genealogia episcopale
La genealogia episcopale è:
- Cardinale Guillaume d'Estouteville, O.S.B.Clun.
- Papa Sisto IV
- Papa Giulio II
- Cardinale Raffaele Riario
- Papa Leone X
- Papa Paolo III
- Cardinale Francesco Pisani
- Cardinale Alfonso Gesualdo
- Papa Clemente VIII
- Papa Paolo V
- Vescovo Giovanni Giovenale Ancina, C.O.